# Église Saint-Pierre de Grèzes
Pour les articles homonymes, voir Église Saint-Pierre.
L'église Saint-Pierre est une église catholique située en France sur la commune de Grèzes, dans la région Auvergne-Rhône-Alpes.

## Localisation
L'église est située dans le département français de la Haute-Loire, sur la commune de Grèzes, dans l'ancienne région historique et culturelle d'Auvergne.

## Historique
Avant l'année 1300, la paroisse de Grèzes était sous la juridiction de l'évêché de Mende. À cette époque, le prieuré de Grèzes devient rattaché à l'abbaye de Pébrac.

## Description
Le clocher, conçu comme un donjon de forme allongée, montre des signes d'éléments défensifs tels qu'une meurtrière cruciforme et des fenêtres jumelées en hauteur. Le portail est orné de reliefs en bossage et est surmonté d'un linteau datant du XVIIe siècle. L'entrée d'origine était située au sud, mais elle a été obstruée pour être remplacée par une petite fenêtre tréflée. À l'intérieur, l'agencement architectural a été modifié du côté de l'abside. Les chapiteaux arborent des ornements représentant des motifs animaliers ou végétaux.

## Protection
L'église paroissiale est inscrite au titre des monuments historiques par arrêté du 28 mai 1979.